# Jesús de Monasterio
Jesús de Monasterio   (Potes, 21 de març de 1836 - Cabezón de la Sal, 28 de setembre de 1903) fou un violinista, compositor i director d'orquestra càntabre.
Fill d'un distingit aficionat, es despertà en ell tal passió per la música, que quan comptava només quatre anys, un dia que el seu pare estava tocant el violí, veié que el nen se li omplien de llàgrimes i en preguntar-li per la causa, li contestà que el feia plorar la música. Commogut aquell, no va voler contrariar tan decidida vocació, i immediatament li'n donà per mestre l'organista de la catedral de Palència, sent més tard un altre mestre nomenat Ortega què, a més de solfeig, li ensenyà violí.
Traslladat a Madrid, quan només tenia set anys, fou presentat a Espartero, que llavors era regent del Regne, havent tocat al seu davant, restà tant encantat, que li regalà un violí de l'infant Francisco i li assignà una modesta pensió. Després va rebre lliçons dels més distingits mestres de Madrid, i visità poc temps després les principals capitals d'Espanya, fent-se aplaudir amb entusiasme quan encara no havia complert els nou anys.
Mort el seu pare el 1845, hagué de retornar al seu poble natal ai allà, de ben segur, hagués viscut en la foscor, a no ser per en Basilio de Montoya, home culte, aficionat i persona de gran cor que, entenent el brillant esdevenidor que lies estava reservat a aquell infant, el portà amb ell a Brussel·les, i en el conservatori d'aquella ciutat estudià el violí amb Bériot, l'harmonia amb Lemmens, i el contrapunt amb Fétis, ensems que rebia els consells de Gevaert.
El 1852 obtenia el premi d'honor en la classe de violí i poc temps després retornava a Madrid, on fou nomenat violinista honorari de la Capella Reial. Durant aquesta estada a la capital d'Espanya tingué entre altres alumnes als que després serien grans violinistes com en Benjamín Orbón, Manuel Aroca i en Manuel Pérez y Badía. Al cap de poc emprengué una gira per Anglaterra a la qual recollí tanta fama com profit, especialment a Londres, i allà va poder confrontar la comparació amb els concertistes més famosos. Tornat a Madrid el 1857, fou nomenat músic efectiu de la Reial Capella i professor de violí d'aquell Conservatori, que desenvolupà per espai de molts anys i en el que va tenir alumnes com el madrileny Julio Francés. El 1861 emprengué un nou viatge visitant Bèlgica, els Països Baixos i Alemanya, i fou aclamat arreu.
Després d'haver pres part en els concerts de la Gewandhaus de Leipzig, on produí gran impressió, es dirigí a Berlín i allà, en un dels concerts que donà, tingué l'honor de què Meyerbeer l'acompanyés al piano. A Weimar fou presentat al gran duc i el compositor Lassen li oferí el càrrec de primer violinista i director dels concerts de la cort, així com la successió de Bériot en el Conservatori reial de Brussel·les. De retorn a Madrid el 1863 fundà junt amb Ynzenga, Pérez i Lestán, la Societat de Quartets; el 1864 dirigí els concerts clàssics donats per l'Associació de Quartets: el 1864 dirigí els concerts clàssics donats per l'Associació de Socors Mutus d'Artistes, i de 1869 a 1876 la Societat de Concerts, fundada per Barbieri, dan a conèixer obres de compositors espanyols com Bretón, Juarranz, Marqués, Espadero, Obiols, etc.
El 1880 també fou director de la Societat de professors de Barcelona. El 1894 succeí a Arrieta com a director del Conservatori, lloc que desenvolupà fins al 1897 i, on tingué molts alumnes, entre ells el filipi Manuel Luna i Novicio. Era individu i president de la secció de música de l'Acadèmia de San Fernando, i conseller d'Instrucció Pública, etc.
En el seu triple aspecte de concertista, director d'orquestra i compositor, Monasterio fou una de les personalitats més interessants de la música espanyola i contribuí especialment a la depuració del gust artístic a Espanya. Sobri en l'expressió, refinat, dotat d'extraordinària cultura, pot dir-se que no va conèixer rival en el país en l'execució de la música clàssica. Són diverses les obres escrites per Monasterio, però molt poques les publicades. Entre aquestes cal mencionar:
- Adiós à la Alhambra, per a violí i piano,
- Concert en si menor,
- Fantasia sobre aires populares, per a violí i orquestra,
- Veinte estudios artísticos, per a violí amb prolèg de Gevaert, obra de text en els Conservatoris de Madrid i Brussel·les,
- Àlbum, de sis melodies per a cant i piano,
- Triunfo de España, cantata,
- Véante mis ojos, de Santa Teresa, per a veus d'home,
- Scherzo fantástico, (1868) per a orquestra,
- Marxa fúnebre y triunfal, (1868) per a orquestra,
- Andante religioso, (1872) per a orquestra,
- Estudio de concierto, (1875) per a orquestra,
- El canto del esclavo, transcripcio d'Espadero (1869),
- ndante con variaciones, de la sonata op. núm. 47 de Beethoven.